# Governo Frostadóttir
Il governo Frostadóttir è il quarantottesimo ed attuale governo dell'Islanda, in carica dal 21 dicembre 2024 e presieduto da Kristrún Frostadóttir, leader di Alleanza Socialdemocratica (S).
Esso, formatosi in seguito alle elezioni parlamentari dello stesso anno, è un governo di coalizione tra Alleanza Socialdemocratica (S), Rinascita (C) e il Partito Popolare (F), emersi rispettivamente primo, terzo e quarto partito dalla tornata elettorale. Le tre forze politiche hanno la maggioranza nell'Alþingi, il Parlamento islandese, con ben 36 seggi su 63.

## Compagine di governo

### Appartenenza politica
L'appartenenza politica dei membri del Governo alla sua formazione è la seguente:
| Partito | Partito                        | Presidente | Ministri | Totale |
| ------- | ------------------------------ | ---------- | -------- | ------ |
|         | Alleanza Socialdemocratica (S) | 1          | 3        | 4      |
|         | Rinascita (V)                  | —          | 4        | 4      |
|         | Partito del Popolo (F)         | —          | 3        | 3      |
| Totale  | Totale                         | 1          | 10       | 11     |

### Situazione parlamentare
| Camera  | Collocazione | Partiti politici       | Seggi   |
| ------- | ------------ | ---------------------- | ------- |
| Alþingi | Maggioranza  | S (15), C (11), F (10) | 36 / 63 |
| Alþingi | Opposizione  | D (14), M (8), B (5)   | 27 / 63 |

## Composizione
Alleanza Socialdemocratica (S)
     Rinascita (C)
     Partito del Popolo (F)
| Ufficio della Prima ministra       | Ufficio della Prima ministra | Ufficio della Prima ministra | Ufficio della Prima ministra                     | Ufficio della Prima ministra |
| Carica                             | Titolare                     | Titolare                     | Titolare                                         | Partito                      |
| ---------------------------------- | ---------------------------- | ---------------------------- | ------------------------------------------------ | ---------------------------- |
| Prima ministra                     |                              |                              | Kristrún Frostadóttir                            | S                            |
| Ministeri                          |                              |                              |                                                  |                              |
| Ministri                           | Ministri                     | Ministri                     | Ministri                                         | Partito                      |
| Affari esteri                      |                              |                              | Þorgerður Katrín Gunnarsdóttir                   | C                            |
| Affari sociali ed Alloggi          |                              |                              | Inga Sæland                                      | F                            |
| Finanze ed Affari economici        |                              |                              | Daði Már Kristófersson                           | C                            |
| Trasporti e Governo locale         |                              |                              | Eyjólfur Ármannsson                              | F                            |
| Ambiente, Energia e Clima          |                              |                              | Jóhann Páll Jóhannsson                           | S                            |
| Cultura, Innovazione ed Università |                              |                              | Logi Már Einarsson                               | S                            |
| Istruzione ed Infanzia             |                              |                              | Ásthildur Lóa Þórsdóttir (fino al 20 marzo 2025) | F                            |
| Istruzione ed Infanzia             |                              |                              | Guðmundur Ingi Kristinsson (dal 23 marzo 2025)   | F                            |
| Salute                             |                              |                              | Alma Möller                                      | S                            |
| Giustizia                          |                              |                              | Þorbjörg Sigríður Gunnlaugsdóttir                | C                            |
| Industria                          |                              |                              | Hanna Katrín Friðriksson                         | C                            |

### Esplicative
1. ↑  La data si riferisce all’entrata in carica del governo nella sua interezza; il Primo ministro, invece, è ufficialmente entrato in carica il giorno precedente, il 21 dicembre.

### Bibliografiche
1. ↑  (EN) Margrét Adamsdóttir, We have a new government: summary of the press conference, RÙV, 21 dicembre 2024.
2. ↑   L’Islanda ha un governo, la premier è la più giovane della storia, Swiss Info, 21 dicembre 2024.
3. ↑  (IS) Ragnar Jón Hrólfsson, Ríkisstjórn Kristrúnar Frostadóttur tekur við völdum, su ruv.is, RÙV, 21 dicembre 2024.